# Quarta investigació de Cambridge
La quarta investigació de Cambridge (Fourth Cambridge Survey), també anomenada 4C és un catàleg astronòmic de fonts celestes de ràdio tal com es van mesurar a 178 MHz pel 4C Array. Es va publicar en dues parts, l'any 1965 (declinacions de +20 a +40) i 1967 (declinacions de -7 a +20 i de +40 a +80), pel Grup de Radioastronomia de la Universitat de Cambridge. Les referències a les entrades en aquest catàleg usen el prefix 4C seguit per la declinació en graus, seguit d'un període i, a continuació, seguit pel nombre de la font en aquesta declinació, per exemple, 4C-06.23.
La matriu de 4C (4C Array), que utilitza la tècnica de síntesi d'obertura, podria proporcionar una posició fiable de les fonts de menys de 2 Jy, d'aproximadament 0,35 arcmin en ascensió recta i de 2,5 arcmin en declinació.